# 저작 인격권
저작 인격권(著作人格權)은 저작자가 저작물을 통해서 가지고 있는 인격적인 이익을 보호하기 위한 권리를 말한다.
저작권법상 저작자에게 인정된 권리는 크게 "저작 재산권"과 "저작 인격권"의 2가지로 나눌 수가 있다. 저작 재산권은 타인에게 양도하는 것이 가능하나, 저작인격권은 일신전속권이라서 타인에게 양도할 수 없다. 또한 저작 재산권은 보호 기간의 제한이 있지만, 저작 인격권은 저작권자가 사망하여 저작 인격권이 소멸된 후에도 저작권법에 의해 보호된다. 대한민국의 저작권법에서는 저작 인격권을 공표권, 성명 표시권, 동일성 유지권으로 나누고 있다.

## 베른 협약
2006년 현재 162개국이 가입한 베른 협약에서는 제6조의 2에서 저작 인격권을 보호하고 있다.
베른 협약 제6조의 2
- 제1항 저작자의 재산권과 독립하여, 그리고 이 권리의 양도 후에도, 저작자는 저작물의 저작자라고 주장할 권리 및 이 저작물에 관련하여 그의 명예나 명성을 해치는 왜곡·절단·기타 변경 또는 기타 훼손 행위에 대하여 이의를 제기할 권리를 가진다.
- 제2항 전항에 따라 저작자에게 부여되는 권리는 그의 사망 후에 적어도 재산권의 만기까지 계속되고, 보호가 주장되는 국가의 입법에 의한 권한이 있는 사람이나 단체에 의해 행사될 수 있다. 다만, 이 의정서를 비준하거나 또는 이에 가입할 당시에, 저작자의 사망후에 전항에 규정된 모든 권리의 보호를 입법으로 규정하지 않은 국가는 이러한 권리중 일부를 저작자가 사망한 후에는 존속하지 않도록 할 수 있다.
- 제3항 이 조에서 의하여 부여되는 권리를 보전하기 위한 구제의 방법은 보호가 주장되는 국가의 입법의 지배를 받는다.

## 인격권과의 관계
대한민국은 민법 제751조와 제764조에서 인격권을 보호하고 있으며, 저작권법 제92조 제2항에서 저작 인격권을 보호하고 있다.
민법상 인격권과 저작권법상의 저작 인격권은 같다는 주장이 있고, 별도의 독립된 권리라는 주장이 있다.
- 인격의 정의: 사람으로서의 품격. 윤리학에서는 옳고 그름과 선악을 판단하고 자유로운 의사 결정을 하는 주체를 의미.
- 인격의 중요성: 동양 문화권에서는 인격이 없는 것을 심각한 모독으로 여기며, 인격을 갖추기 전의 인간은 짐승과 다름없다는 인식이 존재.
- 법률적 의미: 독자적 가치가 인정되는 자격.

- 성격의 정의: 개인의 독특한 심리적 체계로, 선천적인 요인과 후천적인 영향에 의해 형성.
- 성격과 인격의 관계:
  - 유사점: 두 용어 모두 개인의 행동 경향을 나타내지만, 인격은 가치 판단을 포함하는 반면, 성격은 가치 중립적.
  - 차이점: 성격은 겉으로 드러나는 특징을 강조하는 반면, 인격은 내적인 도덕적 판단 능력을 포함.
- 성격 장애: 개인의 행동 양상과 성격이 사회적 기능에 장애를 일으키는 상태.

- 기질의 정의: 개인이 타고난 생물학적 구조와 관련된 성격의 더 본질적이고 기본적인 특성. 주로 정서적 특징으로 표현.
- 기질, 성격, 인격의 관계: 기질은 성격 형성에 기반이 되며, 성격은 훈련된 기질로, 인격은 인간관계에서 표면에 나타나는 것.

- 애착: 어린 시절 양육자와의 정서적 유대감은 성인기의 대인관계에 영향을 미침.
- 사회 교환 이론: 대인관계는 보상과 비용 간의 교환을 통해 형성. 공정한 관계를 맺기 위한 노력이 중요.
- 자아 상태: 부모, 어린이, 성인 자아 상태 간의 상호작용이 대인관계에 영향을 미침.
- 역할: 사회적 역할에 따른 성공적인 역할 이행이 대인관계에 중요.

- 인격적 만남: 내면 깊은 곳에서 하나님을 절대자로 인식하는 것.
- 하나님과의 인격적 관계: 전인격적으로 하나님을 믿고 의지하며, 하나님의 성품을 닮아가는 것.

- 인공지능(AI)의 인격 부여: AI 로봇이 인간과 유사한 권리와 대우를 누릴 수 있는지에 대한 질문이 제기. AI가 도덕성을 갖추고 인간과 관계 맺는 방식이 중요.
- 사랑과 인격: 사랑받을 때의 태도를 통해 그 사람의 인격을 알 수 있음. 사랑은 권력 관계이며, 윤리 의식과 인권 의식이 중요.
- 수면 자세: 연인의 수면 자세를 통해 관계의 친밀감과 심리적 상태를 파악 가능.

## 같이 보기
- 인격권

## 참조
1. ↑  고명식, "우리나리 저작권법상 저작 인격권의 보호", 《국제 지역 연구》Vol.2 No.1, 국제지역학회, 1998, 9면
2. ↑  상게서, 11면